# Uperizzazione

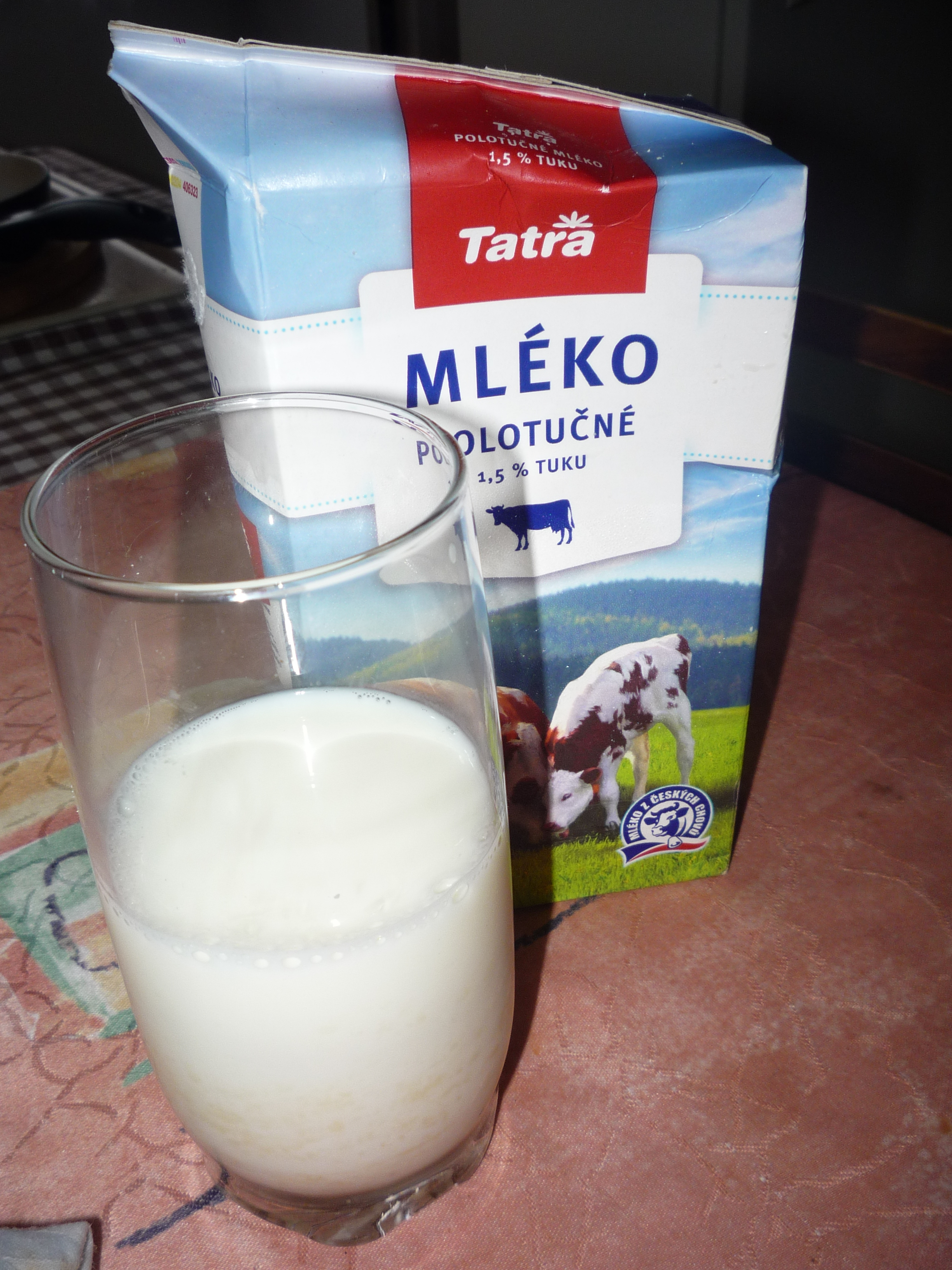
Confezione in cartone di Latte UHT

L'uperizzazione è un metodo di sterilizzazione di alimenti liquidi come latte, yogurt, minestre, vino, omogeneizzati, detto anche UHT (Ultra High Temperature) diretto o ultrapastorizzazione.

## Tecnica
Consiste nel portare l'alimento liquido micronizzato a 140-150 °C per pochi secondi, tramite iniezione di vapore surriscaldato. La micronizzazione garantisce il contatto tra microrganismi-spore e vapore surriscaldato, abbattendo così la carica microbica. Il vapore iniettato, però, diluisce il prodotto e l'umidità aggiunta dev'essere successivamente estratta.
Schematicamente, l'alimento liquido da sterilizzare viene:
- omogeneizzato, preriscaldato a 80 °C e micronizzato;
- iniettato con vapore a 2,5 bar, che lo porta in 4 secondi a 143 °C, temperatura a cui l'alimento rimane per pochi secondi;
- passato in camera di decompressione sotto vuoto parziale (per favorire l'evaporazione dell'acqua) dove, a 75 °C, il vapore è riceduto al sistema;
- refrigerato e confezionato in contenitori di vetro o tetrapak.

L'alimento così trattato si conserva più a lungo rispetto alla sterilizzazione classica; subisce una certa riduzione del valore nutritivo, per parziale perdita di vitamine termolabili e denaturazione di proteine; peraltro appare migliore sotto il profilo organolettico e quindi più appetibile. Il latte uperizzato è conservabile per periodi molto lunghi, riportati sulla confezione per obbligo di legge, e acquisisce un colore più scuro e un aroma di cotto se non sono rispettati i corretti parametri operativi.